# Diplobicellariella sinuosa
Diplobicellariella sinuosa är en mossdjursart. Diplobicellariella sinuosa ingår i släktet Diplobicellariella och familjen Candidae. Inga underarter finns listade i Catalogue of Life.